# ええにょぼ
『ええにょぼ』は、1993年（平成5年）4月5日から10月2日まで放送された、NHK連続テレビ小説の49作目。全156回。主演は戸田菜穂。

## 概要
連続テレビ小説では初めて医療系のテレビドラマであり、臓器移植やがん告知なども描かれた。
伊根町独特の、住居の一部に小舟を格納できる「舟屋」が撮影された貴重な映像ともなっている。
脚本を担当した東多江子が自ら書き下ろしたノベライズ本も角川書店から出版された。
タイトルの「ええにょぼ」は丹後弁で「美人」を意味する言葉である。
平均視聴率は35.2%、最高視聴率は44.5%（ビデオリサーチ調べ、関東地区・世帯）。
2003年6月22日には、NHKアーカイブスにて、第144回のみ再放送された後、NHK BS2にて2004年9月27日から2005年3月26日まで、朝ドラ再放送枠である毎週月曜から土曜の7時46分から8時1分にアンコール放送された。
放送ライブラリーでは第1回が公開。

## あらすじ
宇佐美悠希は神戸の医大を卒業し研修医となった。
悠希は大学病院に残ろうとして提出した配属願が仇になり、愼と結婚したばかりにもかかわらず、実家のある京都府伊根町に程近い舞鶴市の舞鶴中央病院の内科に配属され、単身赴任状態になる。そして、上司となった内科部長の高柳から医療の何たるかを学ぶ。その後、遠距離夫婦故のすれ違いや嫁姑問題から離婚の危機などを迎えながらも、医師として成長していく姿を描いていく。

## キャスト

### 朝倉家・宇佐美家
朝倉悠希 → 宇佐美悠希
演 - 戸田菜穂
主人公。
朝倉春江
演 - 香山美子
悠希の母。
朝倉源太郎
演 - 板東英二
悠希の父。
朝倉トキ
演 - 丹阿弥谷津子
悠希の祖母。
朝倉靖男
演 - 今井雅之
悠希の兄。源太郎との血のつながりはない。一時そのことに悩み、遠洋漁業に出る。
朝倉佐和子
演 - 綾瀬るり
朝倉健次郎
演 - 三品守
悠希の弟。
宇佐美愼
演 - 榊原利彦
悠希の夫。結婚早々悠希と別居を余儀なくされる。新婚当初は神戸に住み、一時、仕事の関係で伊根に住んだ。
宇佐美千鶴代
演 - 朝丘雪路
愼の母。
宇佐美潤
演 - 春田純一
愼の兄。

### 舞鶴中央病院

#### 医師
高柳方人
演 - 柴田恭兵
悠希の指導を担当する医師（内科部長）。
梶山房之介
演 - 阿藤海
高橋恵吾
演 - ぜんじろう
市川伸行
演 - 藤原孝一

#### 看護婦・看護士
岩井初子
演 - 和田アキ子
婦長。
影山悦子
演 - 麻生えりか
井上美保
演 - 神谷けいこ
塚原ゆり
演 - 村崎ゆか
園竜也
演 - 大久保了

### その他
西部奏子
演 - 濱田万葉
元は悠希の患者で自暴自棄になっていたが、悠希と触れ合ううちに落ち着きを取り戻し、看護婦を目指すようになる。
山中小鉄
演 - 的場浩司
悠希の幼なじみで、伊根の漁師。
山中みね子
演 - 末成由美
小鉄の母。
西澤教授
演 - 林与一
悠希の医大の教授。
松宮
演 - 西岡秀記
悠希の医大の同級生。
真理子
演 - 成田恵
悠希の親友。
皆川翔太
演 - 乾圭吾
今井薫子
演 - 吉沢梨絵
水野
演 - 桂小米朝
上野葉子
演 - 上村香子
その他
演 - 翁華栄、多賀勝一、南条好輝、升毅、彦摩呂、戸田麻衣子、志乃原良子、織本順吉

## スタッフ
- 作 - 東多江子[2][5]
- 音楽 - 日向敏文[2][5]
- 主題歌 - 中山美穂「幸せになるために」（作詞 - 岩里祐穂・中山美穂、作曲・編曲 - 日向敏文）
- 語り - 室井滋[5]
- 副音声解説 - 関根信昭
- 制作統括 - 布施実
- 演出 - 橋高幸三[5]、宮崎純、内藤愼介、菅康弘、木村隆文、太田光俊、安里恭幸、加藤拓
- 制作 - 永山あつし
- 美術 - 藤井俊樹[5]
- 技術 - 鈴木文夫[5]
- 音響効果 - 山倉正美[5]
- 撮影 - 森本祐二[5]
- 照明 - 深谷和生[5]
- 音声 - 三沢英治[5]
- 映像技術 - 高木克典[5]
- 編集 - 市川筆子[5]
- 医事監修 - 今泉昌利
- 方言指導 - 松寺千恵美、中村康子、森あつこ

## 放送日程
| 週 | 回数      | 放送日             | 演出            |
| -- | --------- | ------------------ | --------------- |
| 1  | 1 - 6     | 4月05日 - 04月10日 | 橘高幸三        |
| 2  | 7 - 12    | 4月12日 - 04月17日 | 橘高幸三        |
| 3  | 13 - 18   | 4月19日 - 04月24日 | 橘高幸三        |
| 4  | 19 - 24   | 4月26日 - 05月01日 | 内藤愼介        |
| 5  | 25 - 30   | 5月03日 - 05月08日 | 宮崎純          |
| 6  | 31 - 36   | 5月10日 - 05月15日 | 橘高幸三        |
| 7  | 37 - 42   | 5月17日 - 05月22日 | 木村隆文        |
| 8  | 43 - 48   | 5月24日 - 05月29日 | 内藤愼介        |
| 9  | 49 - 54   | 5月31日 - 06月05日 | 橘高幸三        |
| 10 | 55 - 60   | 6月07日 - 06月12日 | 宮崎純          |
| 11 | 61 - 66   | 6月14日 - 06月19日 | 木村隆文        |
| 12 | 67 - 72   | 6月21日 - 06月26日 | 菅康弘          |
| 13 | 73 - 78   | 6月28日 - 07月03日 | 橘高幸三        |
| 14 | 79 - 84   | 7月05日 - 07月10日 | 宮崎純          |
| 15 | 85 - 90   | 7月12日 - 07月17日 | 太田光俊        |
| 16 | 91 - 96   | 7月19日 - 07月24日 | 菅康弘          |
| 17 | 97 - 102  | 7月26日 - 07月31日 | 橘高幸三        |
| 18 | 103 - 108 | 8月02日 - 08月07日 | 内藤愼介        |
| 19 | 109 - 114 | 8月09日 - 08月14日 | 太田光俊        |
| 20 | 115 - 120 | 8月16日 - 08月21日 |                 |
| 21 | 121 - 126 | 8月23日 - 08月28日 | 橘高幸三 加藤拓 |
| 22 | 127 - 132 | 8月30日 - 09月04日 | 木村隆文        |
| 23 | 133 - 138 | 9月06日 - 09月11日 | 菅康弘 安里恭幸 |
| 24 | 139 - 144 | 9月13日 - 09月18日 | 菅康弘          |
| 25 | 145 - 150 | 9月20日 - 09月25日 | 橘高幸三        |
| 26 | 151 - 156 | 9月27日 - 10月02日 | 橘高幸三        |